# Paraboloid
U geometriji, paraboloid je kvadratna površina koja ima tačno jednu osu simetrije i nema centar simetrije. Termin "paraboloid" izveden je od parabole, što se odnosi i na konusni presjek koji ima slično svojstvo simetrije.
Paraboloid je geometrijska površina koja nastaje rotacijom parabole po njenoj osi. 

## Paraboloid
Paraboloid je geometrijska površina drugog reda. Postoje dve vrste paraboloida: eliptični i hiperbolički. 

### Eliptični paraboloid
Eliptični paraboloid je telo čija je baza eliptičnog oblika i ima minimalnu ili maksimalnu tačku. 
Algebarski model
Eliptični paraboloid s vrhom u tački {\displaystyle [x_{0},y_{0},z_{0}]} i ravni simetrije paralelnim s ravni {\displaystyle x=0} i {\displaystyle y=0} ima jednačinu: {\displaystyle z-z_{0}={\frac {{(x-x_{0})}^{2}}{2p}}+{\frac {{(y-y_{0})}^{2}}{2q}}}
gde je {\displaystyle pq>0}

### Rotacioni paraboloid
Rotacioni paraboloid je telo koje nastaje rotacijom parabole oko sopstvene ose i kruga koji čini bazu tela. 
Algebarski model
Rotacioni paraboloid sa vrhom u tački {\displaystyle [x_{0},y_{0},z_{0}]} je specijalan slučaj eliptičnog parabolida, za koji važi da je {\displaystyle p=q}, to znači za rotacioni paraboloid sa osom rotacije paralelnoj sa osom z važi: {\displaystyle 2p(z-z_{0})={(x-x_{0})}^{2}+{(y-y_{0})}^{2}}
Volumen rotacionog paraboloida: {\displaystyle V={\frac {1}{2}}\pi \rho ^{2}h} 
gde je {\displaystyle \rho } poluprečnik kružne baze i {\displaystyle h} je visina paraboloida

### Hiperbolički paraboloid
Algebarski model
Hiperbolički paraboloid sa vrhom u tački {\displaystyle [x_{0},y_{0},z_{0}]} i ravni simetrije paralelne sa ravni {\displaystyle x=0} i {\displaystyle y=0} ima jednačinu: {\displaystyle z-z_{0}={\frac {{(x-x_{0})}^{2}}{2p}}-{\frac {{(y-y_{0})}^{2}}{2q}}}
gde je {\displaystyle pq>0}

#### Osobine
U oblasti hiperboličkog paraboloida postoje dva sistema pravih, pri čemu svaka prava jednog sistema preseca svaku pravu drugog sistema, ili proizvoljne dve prave jednog sistema se mimoilaze. Za paraboloid sa centrom u tački {\displaystyle [0,0,0]} mogu se oba sistema pravih zapisati kao
{\displaystyle k_{1}\left({\frac {x}{\sqrt {2|p|}}}+{\frac {y}{\sqrt {2|q|}}}\right)={\frac {p}{|p|}}k_{2}z}
{\displaystyle k_{2}\left({\frac {x}{\sqrt {2|p|}}}-{\frac {y}{\sqrt {2|q|}}}\right)=k_{1}}
{\displaystyle k_{1}\left({\frac {x}{\sqrt {2|p|}}}-{\frac {y}{\sqrt {2|q|}}}\right)={\frac {p}{|p|}}k_{2}z}
{\displaystyle k_{2}\left({\frac {x}{\sqrt {2|p|}}}+{\frac {y}{\sqrt {2|q|}}}\right)=k_{1}}